# Astragalus birjandicus
Astragalus birjandicus är en ärtväxtart som beskrevs av Ahmed Ahmad Parsa. Astragalus birjandicus ingår i släktet vedlar, och familjen ärtväxter. Inga underarter finns listade i Catalogue of Life.